# Getúlio Vargas

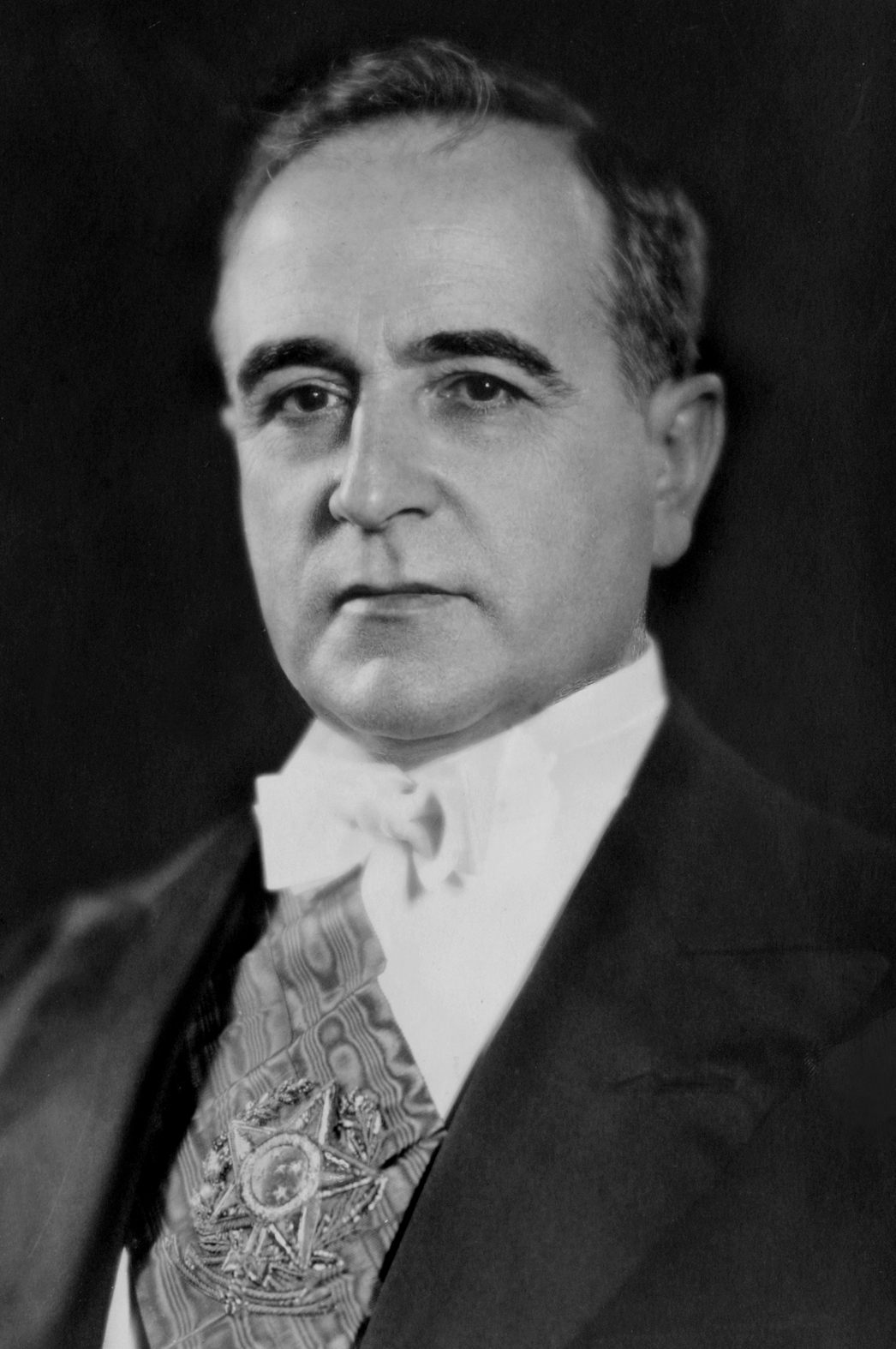
Getúlio Dornelles Vargas

Getúlio Dornelles Vargas (* 19. April 1882 in São Borja; † 24. August 1954 in Rio de Janeiro) war Präsident Brasiliens von 1930 bis 1945 und von 1950 bis 1954. Vargas regierte das Land – zunächst diktatorisch, später als gewählter Präsident – insgesamt 18 Jahre lang, länger als jeder andere Herrscher mit Ausnahme von Kaiser Peter II. In seine Regierungszeit fallen tiefgreifende gesellschaftliche Veränderungen. Vargas förderte Nationalismus (etwa, indem ethnische Minderheiten wie die Deutschbrasilianer verpflichtet wurden, Portugiesisch zu sprechen), Industrialisierung, Zentralisierung, Populismus (vor allem im Gegensatz zur alten aristokratischen Elite, die Brasilien vor 1930 beherrscht hatte) und den Aufbau eines Sozialstaates. Er setzte sich für die Rechte der Arbeiter ein und erhielt daher den Spitznamen O Pai dos Pobres („Der Vater der Armen“), war aber stets ein überzeugter Antikommunist. Unter seiner Regierung war die Rechtsstaatlichkeit nur schwach ausgeprägt, und es grassierte die Korruption.

## Leben

### Aufstieg
Getúlio Vargas wurde in eine Politikerfamilie geboren, studierte Jura und war einige Jahre als Anwalt tätig. Im März 1911 heiratete er Darci Lima Sarmanho Vargas.
Seine Karriere als Politiker begann er 1907 als Abgeordneter des Kongresses des Bundesstaates Rio Grande do Sul. Ab 1922 war Vargas Mitglied des brasilianischen Nationalkongresses, vier Jahre später Finanzminister und 1928 Gouverneur von Rio Grande do Sul.

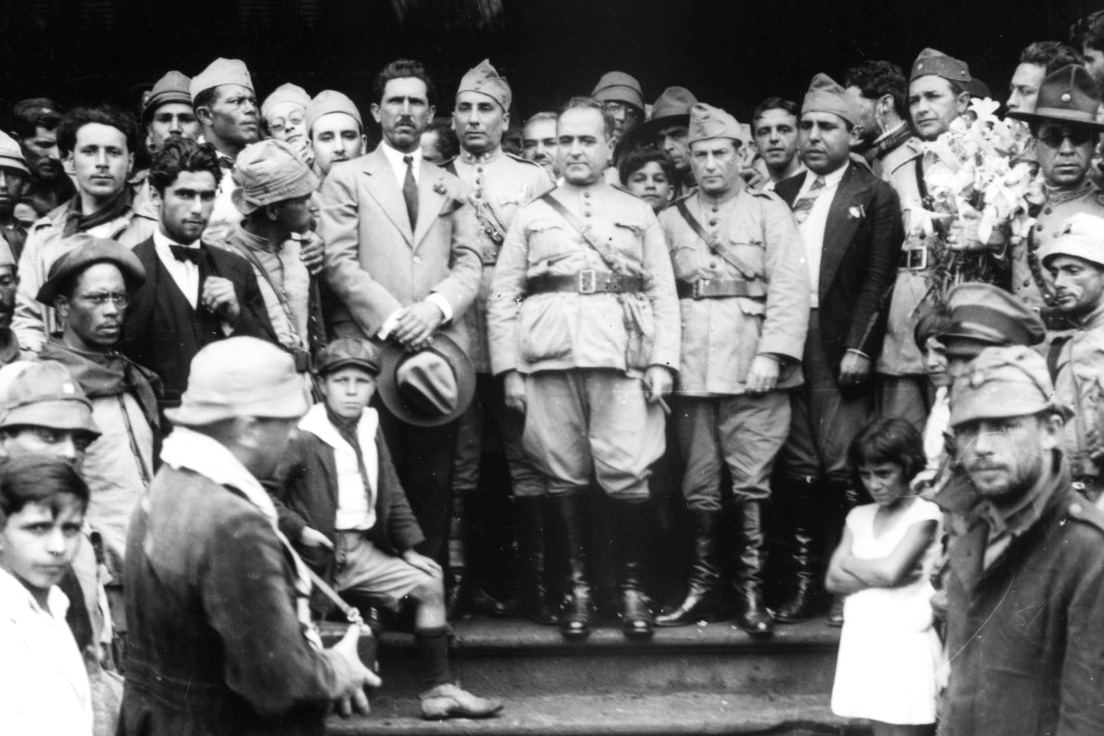
Getúlio Dornelles Vargas während der Revolution von 1930

Im Jahr 1930 trat Vargas bei der Präsidentenwahl gegen den Kandidaten der Regierung an und verlor. Nach der folgenden Rebellion der „großen Koalition der Unzufriedenen“ übertrug das Militär am 24. Oktober 1930 Vargas die Macht und machte ihn zum Präsidenten Brasiliens mit diktatorischen Vollmachten. Am 3. November 1930 übernahm er das Amt. Vier Jahre später wurde er durch eine Wahl bestätigt und begann mit der Umsetzung sozialer Reformen, was ihm den Beinamen „Vater der Armen“ einbrachte. Er ließ am 3. Mai 1933 eine Wahl für eine Verfassungsgebende Versammlung abhalten, die eine neue Verfassung ausarbeitete. Diese trat am 16. Juli 1934 in Kraft.
Vargas führte in seinen ersten Amtsjahren wichtige Neuerungen in Brasilien ein und hatte großen Erfolg. Brasiliens Anteil am Weltmarkt für Baumwolle stieg von 2 Prozent auf 8,7 Prozent, die Zahl der Analphabeten sank von 70 Prozent auf 56 Prozent.

### Neue Regierung
Sieben Jahre nach seiner Machtergreifung wurden Präsidentschaftswahlen für den Januar 1938 angesetzt. Vargas vertraute den Kandidaten jedoch nicht und suchte nach einem Vorwand für einen weiteren Putsch. Im September 1937 wurde ein Offizier verhaftet, der im Verteidigungsministerium einen sogenannten „Cohenplan“ als Vorbereitung eines kommunistischen Umsturzes abtippte. Der Plan war anscheinend Fiktion, sein angeblicher Urheber unbekannt; allerdings ist der Name „Cohen“ jüdisch und kann als Anspielung auf den ungarischen Kommunisten Béla Kun gedeutet werden. Der Plan wurde sofort der Öffentlichkeit übergeben. Der Kongress verhängte den Kriegszustand und erteilte Vargas diktatorische Vollmachten für 90 Tage.
Unter dem Vorwand, der Plan werde bereits in den Kasernen verteilt, ließ das Militär durch die Polizei das Parlament schließen. Reaktionen der Bevölkerung blieben aus, viele hielten die Vorkommnisse aufgrund der fiktiven Bedrohung sogar für gut.
Vargas rief den Notstand aus, verbot alle politischen Organisationen, löste den Kongress auf und proklamierte am 10. November 1937 den „Estado Novo“ (1937–1945), den er selbst als Diktator lenkte. Unter der Regierung Vargas verlagerte sich die Macht von den Bundesstaaten zur Zentralregierung und von den Großgrundbesitzern zur städtischen Mittel- und Unterschicht.
Mit dem Staatskonzept des Estado Novo konnte Vargas die Struktur des Staates grundlegend verändern; er schuf hunderte neuer Institutionen, die er mit Gefolgsleuten besetzte, und beförderte durch Klientelismus und Korruption die Schwächung rechtsstaatlicher Grundsätze. Bekannt wurde in diesem Zusammenhang sein Ausspruch „Für meine Freunde alles, für meine Feinde das Gesetz“.
Die relativ enge wirtschaftliche und diplomatische Zusammenarbeit mit den USA während des Zweiten Weltkrieges führte am 22. August 1942 zur Kriegserklärung Brasiliens an Deutschland. Überdies gelang es ihm, mit den Alliierten des Zweiten Weltkriegs, die von Brasilien unterstützt wurden, ein günstiges Abkommen für Brasiliens Staatsschulden auszuhandeln. Er versuchte, die Wirtschaft durch Dirigismus und Importsubstitution anzukurbeln. Aufstände der Kommunisten (1935) und der faschistischen Integralisten (1938) wurden von Vargas niedergeschlagen.

### Außenpolitik
Die Revolution von 1930, die Vargas an die Macht brachte, war nur eine von vielen in Lateinamerika. Zwischen 1930 und 1932 fanden auf dem Kontinent elf Umstürze statt, die meisten durch Militärs. Ein Linksrutsch fand in vielen Ländern statt. Daher galt Brasilien den USA als Brückenkopf im Kampf gegen den Kommunismus. Zudem waren die USA traditionell der wichtigste Handelspartner und größter Kapitalgeber. Deshalb war es nicht verwunderlich, dass die Beziehungen zu den USA sehr gut waren, obwohl Vargas de facto eine Diktatur errichtet hatte und mit seinen Sympathien für Mussolini und Hitler nicht hinter dem Berg hielt.
Deutschland nahm ebenfalls eine immer stärkere Rolle als Handelspartner ein und verdrängte die USA 1938 schließlich als wichtigster Brasilienexporteur – ein Viertel aller Importe Brasiliens kamen aus Deutschland, Rüstungsimporte spielten hier eine große Rolle. 19 Prozent der brasilianischen Exporte gingen nach Deutschland, 34 Prozent in die USA. Mit Kriegsausbruch schwächten sich die Beziehungen allerdings ab, wobei sich Brasilien zunächst neutral verhielt. Nach dem amerikanischen Kriegseintritt im Dezember 1941 und der Versenkung mehrerer brasilianischer Schiffe durch die deutsche Kriegsmarine sah sich das Land gezwungen, den Achsenmächten ebenfalls den Krieg zu erklären, und entsandte 1944 40.000 Soldaten an die italienische Front, von denen 454 den Tod fanden.

### Rücktritt
Mit der Rückkehr der Soldaten änderte sich das politische Klima in Brasilien. Parteien wurden wieder erlaubt und der Diktator versprach Wahlen für das Jahr 1945, bei denen er sich nicht mehr zur Wahl stellen wollte. Allerdings gingen aus der staatlichen Einheitspartei zwei Nachfolgeparteien hervor, die aufgrund ihrer Größe und des Zugriffs auf staatliche Mittel als Fortsetzung seiner Politik anzusehen waren: Der Partido Trabalhista Brasileiro (PTB, Brasilianische Arbeiterpartei) entstand unter Mitgliedern des Arbeitsministeriums und der Gewerkschaften, der Partido Social Democrático (PSD, Sozialdemokratische Partei Brasiliens) entstand aus dem engen Kreis der Vertrauten Vargas’, den „interventores“, staatlich eingesetzten Landespräsidenten, und Regierungsangehörigen.
Die Unterstützungsbewegung Queremos Getúlio („Wir wollen Getúlio“), die sich für den Verbleib des Präsidenten einsetzte, bedeutete das rasche Ende seiner Herrschaft: Die Gesellschaft und besonders das Militär fragten sich, wie ernst die Beteuerungen des Präsidenten, nicht mehr anzutreten, zu nehmen seien. Der Aufstieg Juan Peróns in Argentinien, der sich stark am Vorbild Vargas’ orientierte, bestärkte die Ängste seiner Gegner, der Präsident würde die Wahlen doch aussetzen. Als Vargas schließlich den Polizeichef Rios durch seinen Bruder auswechselte, versetzte der Verteidigungsminister die Truppen in Alarmbereitschaft und zwang Vargas zur Abdankung.
Die nachfolgenden Wahlen gewann sein ehemaliger Verteidigungsminister Eurico Gaspar Dutra mit 55 Prozent der Stimmen. Andere Parteien als die „Regierungsparteien“ PSD und PTB hatten keine Siegeschancen.

### Wiederwahl
Im Jahre 1950 wurde er als Präsidentschaftskandidat „seiner“ Parteien, PTB und PSD, aufgrund seiner großen Popularität regulär wiedergewählt.
Vargas war seit dem 20. Mai 1953 erster Träger der „Sonderstufe des Großkreuzes“ des Verdienstordens der Bundesrepublik Deutschland.

### Suizid

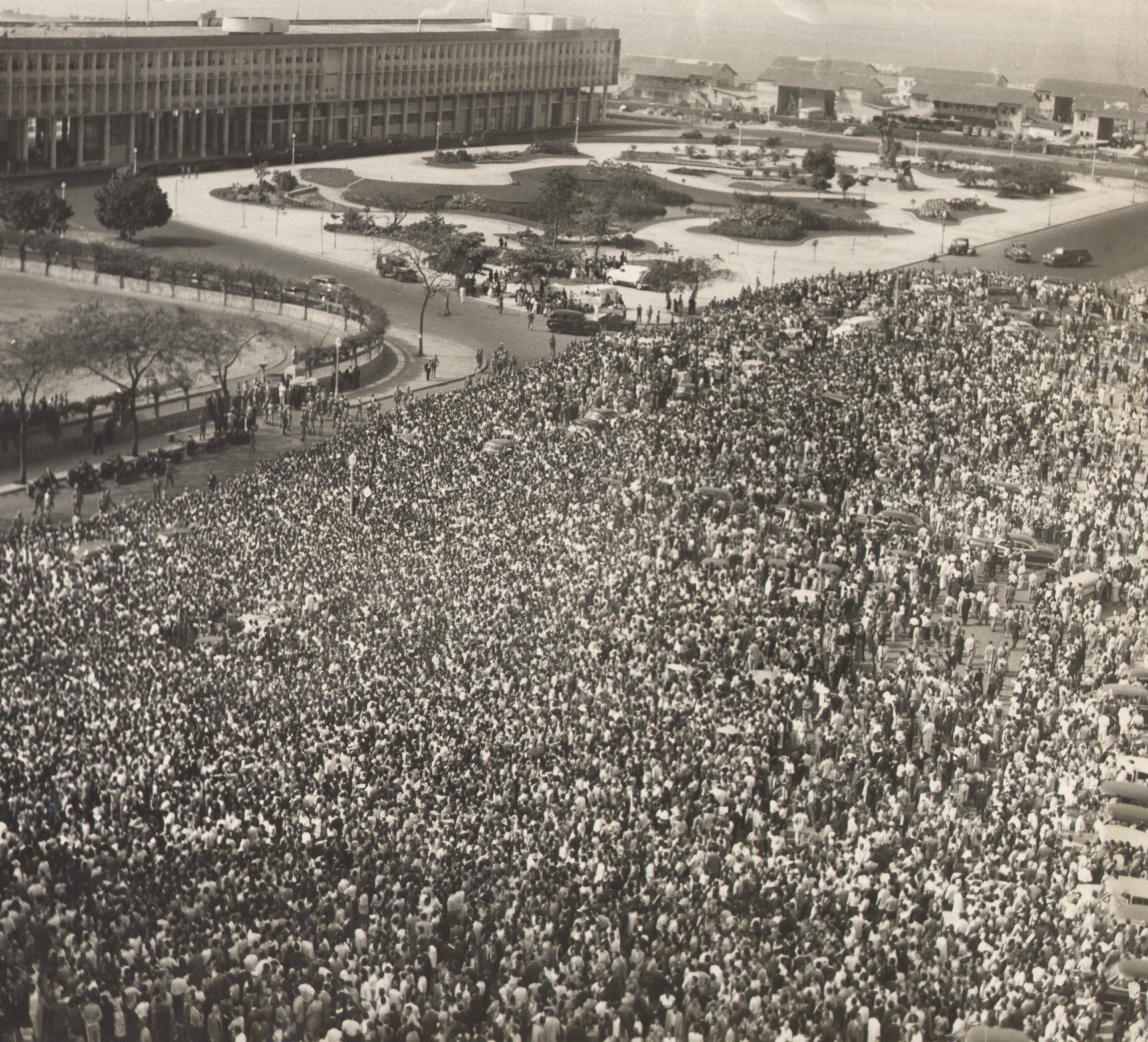
Übergabe der Leiche von Getúlio Vargas aus Rio de Janeiro zur Bestattung in São Borja, 1954 (Quelle: Nationalarchiv).

1954 befahl Vargas seinem langjährigen Gefährten Gregório Fortunato, Chef der Wache des Präsidentenpalastes, den Oppositionspolitiker Carlos Lacerda „aus dem Weg zu räumen“. Fortunato lauerte Lacerda auf, tötete jedoch lediglich dessen Begleiter, einen Major der Luftwaffe, und verletzte Lacerda nur leicht. Dies war das politische Ende für den früheren Diktator: Neben dem generellen Aufruhr, den das Attentat verursachte, hatte er seinen Gegner gestärkt und die Luftwaffe in offene Rebellion versetzt. Rücktrittsforderungen wies Vargas weit von sich. Am 23. August 1954 wurde er von 27 Generälen des Heeres in einem offenen Brief abermals zum Rücktritt aufgefordert, darunter auch von befreundeten Militärs. Ohne den Rückhalt des Militärs verlor Vargas jede Hoffnung und nahm sich am Morgen des 24. August 1954 im Palácio do Catete mit einem Pistolenschuss ins Herz das Leben.
Der Leichnam des Präsidenten wurde im Regierungspalais aufgebahrt, und zahlreiche Menschen, vor allem Frauen, zogen am Katafalk vorbei. Auf Wunsch der Familie verzichtete man auf militärische und staatliche Ehrungen. Wegen des Suizids nahm kein katholischer Priester an der Beerdigung teil.
Vargas hinterließ einen Brief, in dem er internationale und nationale Gegner der Vorgänge bezichtigte und sich als Opfer darstellte. Diese Darstellung brachte hunderttausende seiner Anhänger auf die Straße, die Oppositionszeitungen und die amerikanische Botschaft verwüsteten. Vizepräsident João Café Filho übernahm das Amt und versicherte, am regulären Termin Wahlen abzuhalten.
Siehe auch: Zeittafel Brasilien

## Verfilmung
- 2014 wurde der Film Getúlio gedreht, der von seinen letzten Lebenstagen erzählt.